# Lén

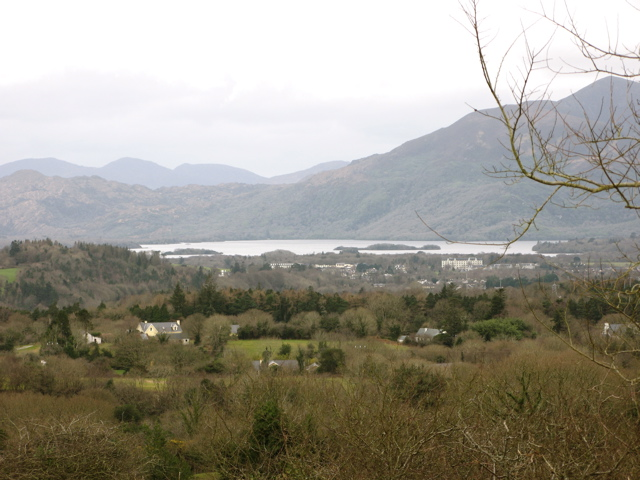
Vista del llac Léin (mitja distància). Les muntanyes són MacGillycuddy's Reeks

En la mitologia irlandesa, Lén era l'artesà de Síd Buidb, el 'sídhe de Bodb'. El fill de Ban Bolgach, fill de Bannach, es deia que residia sota un llac prop de Killarney anomenat Loch Léin en el seu nom. Els Dindsenchas expliquen que el llac Léin era on fabricaria vaixells brillants per a Fand el pèl llarg, la filla de Flidais. Cada nit, després d'acabar la seva obra, s'escriu que solia llençar l'enclusa cap a un turó proper anomenat Indeoin na nDési o "Enclusa del Déisi" i els ruixats que venien de la part posterior del turó es deia que eren perles de l'enclusa. És discutible si el nom Lén es pot relacionar filològicament amb el déu romano-celta Lenus. Tot i que el significat del nom és incert, les paraules de l'irlandès antic lén "derrota, desgràcia" i lénaid "ferir, ferir" i el gal·lès llwyn "bostet, arbust" poden oferir alguna base per a la comparació.